# Giovanni Cena
Giovanni Cena, född 1870 i Montanaro, Piemonte, död 1917, var en italiensk författare.
Ceni bestämdes av sina föräldrar till präst, men ägnade sig i stället åt humanistiska studier och litteratur. Hans dikter Madre och In umbra återger intryck från hans dystra ungdom; diktsamlingen Homo visar honom på hans höjdpunkt. Av hans romaner kan nämnas den sociala Gli ammonitori och den historiskt politiska Il ghiacciaio. Ceni var länge redaktör för "La nuova antologia", där han även skrev recensioner.